# Levan Patsatsia
Levan Patsatsia (in georgiano ლევან ფაცაცია?; Tbilisi, 24 settembre 1988) è un ex cestista e allenatore di pallacanestro georgiano.

## Carriera
Con la Georgia ha disputato due edizioni dei Campionati europei (2013, 2015).